# Джасурбек Яхшибоєв
Джасурбек Яхшибоєв (узб. Jasurbek Yaxshiboyev, нар. 24 червня 1997, Чиназ, Узбекистан) — узбецький футболіст, півзахисник польського клубу «Легія», який на правах оренди грає за молдовський клуб «Шериф» (Тирасполь). Гравець збірної Узбекистану.

## Клубна кар'єра
У дорослому футболі дебютував 2016 року виступами за команду «Пахтакор», у якій провів три сезони, взявши участь у 46 матчах чемпіонату. 
Протягом 2019 року захищав кольори клубу «Алмалик».
До складу клубу «Енергетик-БДУ» приєднався 2020 року.

## Виступи за збірні
У 2016 році дебютував у складі юнацької збірної Узбекистану (U-19), загалом на юнацькому рівні взяв участь у 3 іграх, відзначившись одним забитим голом.
Протягом 2018–2020 років залучався до складу молодіжної збірної Узбекистану. На молодіжному рівні зіграв у 22 офіційних матчах, забив 9 голів.
У 2018 році дебютував в офіційних матчах у складі національної збірної Узбекистану.

## Досягнення
- Чемпіон Азії (U-23): 2018
- Чемпіон Білорусі (1):

«Шахтар»: 2020
- Чемпіон Польщі (1):

«Легія»: 2020/21
- Чемпіон Молдови (1):

«Шериф»: 2021/22
- Володар Кубка Молдови (1):

«Шериф»: 2021/22